# Jeremy Renner
Jeremy Lee Renner (* 7. ledna 1971 Modesto, Kalifornie) je americký herec a hudebník.
Ve filmu i televizi se poprvé představil v roce 1995. K jeho nejvýznačnějším televizním rolím patří detektiv Jason Walsh v seriálu Zvláštní poldové (2009). Renner je také známý z filmů Thor (2011), Avengers (2012), Avengers: Age of Ultron (2015), Captain America: Občanská válka (2016) a Avengers: Endgame (2019) a seriálu Hawkeye (2021), kde hrál Clinta Bartona / Hawkeye.
Jako hudebník se podílel například na soundtracích k filmům Její případ (2005) a Zabití Jesseho Jamese zbabělcem Robertem Fordem (2007).

## Kariéra

### Herectví
Za roli ve filmu Smrt čeká všude (2008) získal nominaci na cenu Oscara v kategorii Nejlepší herec. V roce 2011 se objevil v cameo roli ve filmu Thor, kde ztvárnil postavu Clinta Bartona alias Hawkeye. V prosinci 2012 hrál s Tomem Cruisem ve čtvrtém snímku série Mission: Impossible s názvem Mission: Impossible – Ghost Protocol. V roce 2012 se opětovně představil jako Hawkeye ve filmu Avengers.
V akčním hororovém filmu Jeníček a Mařenka: Lovci čarodějnic hrál po boku Gemmy Arterton. Snímek měl premiéru v lednu roku 2013. V roce 2013 měl také premiéru hvězdně obsazení film Špinavý trik i s Rennerem. Ve filmu si také zahráli Bradley Cooper, Amy Adams a Jennifer Lawrenceová. Za roli získal cenu Screen Actors Guild Award v kategorii Nejlepší filmové obsazení a nominace na cenu Oscar v kategorii Nejlepší film.
V roce 2015 si znovu zahrál Hawkeye ve filmu Avengers: Age of Ultron, sequelu filmu Avengers. Také hrál v dalším pokračování Mission: Impossible s názvem Mission: Impossible – Národ grázlů. Spolu s Amy Adamsovou vystoupil ve snímku Příchozí.
Na jaře roku 2016 bylo potvrzeno, že získal roli v dramatickém seriálu Soumrak templářů. V roce 2016 se znovu objevil jako Hawkeye, a to ve filmu Captain America: Občanská válka. V následujícím roce se představil v hlavní roli v úspěšně přijatém thrilleru Wind River a roku 2018 hrál v komedii Máš ji! V roce 2019 se jako Hawkeye objevil ve filmu Avengers: Endgame a o dva roky později v seriálu Hawkeye. V roce 2021 se také v hlavní roli objevil v seriálu Mayor of Kingstown.

### Hudba
Renner je také zpěvák, textař, hraje na kytaru, klávesy a bicí. Na začátku své herecké kariéry ve skupině Sons of Ben. Na soundtrackovém albu k filmu Její případ zpívá písničku „I Drink Alone“. Ve filmech Love Comes to the Executioner a Zabití Jesseho Jamese zbabělcem Robertem Fordem nazpíval písně „American Pie“ a „Good Ole Rebel“. Sám vystoupil ve videoklipu zpěvačky Pink k písničce „Trouble“.

## Osobní život
Dne 13. ledna 2014 se oženil s kanadskou modelkou Sonni Pacheco. Mají spolu dceru Avu Berlin (narozena 28. března 2013). Na konci roku 2014 si dvojice zažádala o rozvod.

## Filmografie

### Film
| Rok  | Název                                           | Role                              | Poznámky             |
| ---- | ----------------------------------------------- | --------------------------------- | -------------------- |
| 1995 | Banda na výletě                                 | Mark „Dags“ D'Agastino            |                      |
| 1996 | Paper Dragons                                   | Jack                              | neuveden v titulcích |
| 2001 | Fish in a Barrel                                | Remy                              |                      |
| 2002 | Dahmer                                          | Jeffrey Dahmer                    |                      |
| 2002 | Monkey Love                                     | Dil Stephanowski)                 |                      |
| 2003 | S.W.A.T. – Jednotka rychlého nasazení           | Brian Gamble                      |                      |
| 2004 | Srdce je zrádná děvka                           | Emerson                           |                      |
| 2005 | Malý výlet do nebe                              | Fred                              |                      |
| 2005 | Její případ                                     | Bobby Sharp                       |                      |
| 2005 | Dvanáctiletí                                    | Gus Maitland                      |                      |
| 2005 | Neo Ned                                         | Ned                               |                      |
| 2005 | Legendy z Dogtownu                              | manažer Jaye Adamse               | neuveden v titulcích |
| 2006 | Love Comes to the Executioner                   | Chick Prigusivac                  |                      |
| 2007 | Zabití Jesseho Jamese zbabělcem Robertem Fordem | Wood Hite                         |                      |
| 2007 | 28 týdnů poté                                   | seržant Doyle                     |                      |
| 2007 | Zkřížené cesty                                  | Saul                              |                      |
| 2008 | Smrt čeká všude                                 | seržant první třídy William James |                      |
| 2009 | Lightbulb                                       | Sam                               |                      |
| 2010 | Město                                           | James „Jem“ Coughlin              |                      |
| 2011 | Thor                                            | Clint Barton / Hawkeye            | cameo                |
| 2011 | Mission: Impossible – Ghost Protocol            | William Brandt                    |                      |
| 2012 | Avengers                                        | Clint Barton / Hawkeye            |                      |
| 2012 | Bourneův odkaz                                  | Aaron Cross / Kenneth J. Kitsom   |                      |
| 2013 | Jeníček a Mařenka: Lovci čarodějnic             | Jeníček                           |                      |
| 2013 | The Immigrant                                   | kouzelník Orlando                 |                      |
| 2013 | Špinavý trik                                    | Carmine Polito                    |                      |
| 2014 | Kill the Messenger                              | Gary Webb                         | také producent       |
| 2015 | Avengers: Age of Ultron                         | Clint Barton / Hawkeye            |                      |
| 2015 | Mission: Impossible – Národ grázlů              | William Brandt                    |                      |
| 2016 | Captain America: Občanská válka                 | Clint Barton / Hawkeye            |                      |
| 2016 | Příchozí                                        | Ian Donnelly                      |                      |
| 2017 | Wind River                                      | Cory Lambert                      |                      |
| 2017 | Hráčské doupě                                   | Tommy                             | cameo                |
| 2018 | Máš ji!                                         | Jerry Pierce                      |                      |
| 2019 | Sněžná mela                                     | Swifty (hlas)                     |                      |
| 2019 | Avengers: Endgame                               | Clint Barton / Hawkeye            |                      |
| 2021 | Black Widow                                     | Clint Barton / Hawkeye            |                      |
| 2021 | Back Home Again                                 | Timber                            | hlas                 |

### Televize
| Rok  | Název                      | Role                                     | Poznámky                           |
| ---- | -------------------------- | ---------------------------------------- | ---------------------------------- |
| 1995 | Deadly Games               | Tod                                      | díl: „Boss“                        |
| 1996 | Podivné náhody             | Jojo Picard                              | díl: „Blinded by the Son“          |
| 1996 | A Friend's Betrayal        | Simon                                    | televizní film                     |
| 1997 | Děsivé sny                 | Steven Zarn                              | televizní film                     |
| 1999 | Zoe, Duncan, Jack and Jane | Jack                                     | díl: „Pilot“                       |
| 1999 | Síť                        | Ted Nida                                 | díl: „Chem Lab“                    |
| 1999 | Time of Your Life          | Taylor                                   | díl: „The Time the Truth Was Told“ |
| 2000 | Angel                      | Penn                                     | díl: „Náměsíčník“                  |
| 2001 | Kriminálka Las Vegas       | Roger Jennings                           | díl: „Krev nevinných“              |
| 2002 | The It Factor              | sám sebe                                 |                                    |
| 2007 | Dr. House                  | Jimmy Quidd                              | díl: „Games“                       |
| 2008 | The Oaks                   | Dan                                      | neodvysílaný pilotní díl           |
| 2009 | Zvláštní poldové           | detektiv Jason Walsh                     | hlavní role                        |
| 2011 | Robot Chicken              | seržant první třídy William James (hlas) | díl: „Fool's Goldfinger“           |
| 2012 | Saturday Night Live        | moderátor                                | díl: „Jeremy Renner/Maroon 5“      |
| 2014 | Světové války              | vypravěč                                 |                                    |
| 2014 | Soccer Aid                 | sám sebe                                 |                                    |
| 2014 | Rozvedený se závazky       | Jeff Davis                               | díl: „In the Woods“                |
| 2021 | Co kdyby…?                 | Clint Barton / Hawkeye                   | hlas, 3 díly                       |
| 2021 | Hawkeye                    | Clint Barton / Hawkeye                   | hlavní role                        |
| 2021 | Mayor of Kingstown         | Mike McClusky                            | hlavní role                        |